# Greillenstein (zámek)

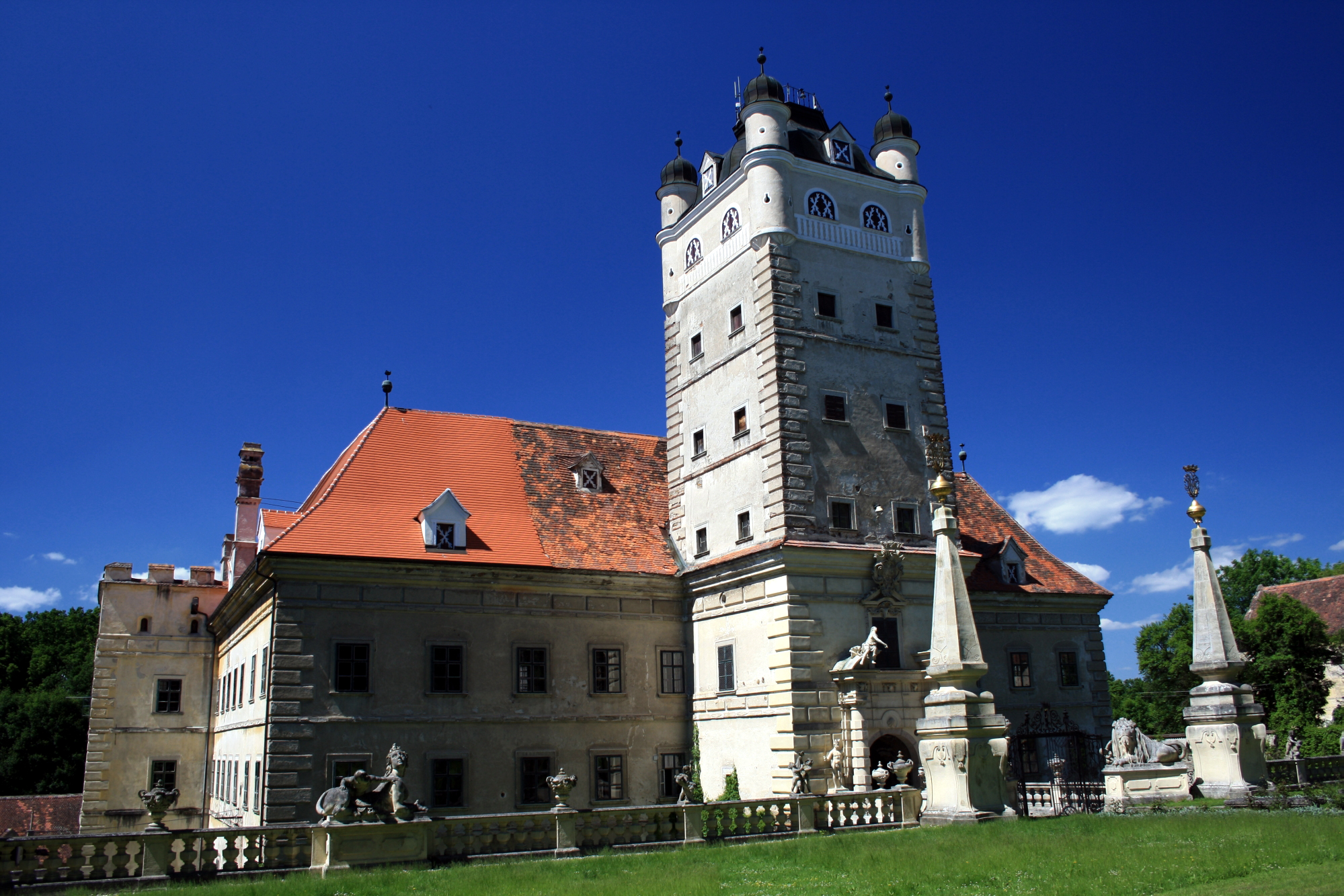
Zámek Greillenstein

Zámek Greillenstein je renesanční zámek nacházející se v obci Röhrenbach v okrese Horn v rakouské spolkové zemi Dolní Rakousy.

## Historie
První písemná zmínka o osadě Greillenstein pochází ze 13. století, a první zmínka o stejnojmenném hradu je z roku 1313, kdy byl objekt majetkem rodu Grellenů. V roce 1479 bylo panství v držení pánů z Dachbeckh, později patřilo Hohenfelderům a pánům z Volkra.
Panství Greillenstein v roce 1534 koupil baron Johann Lorenz z Kuefsteinu a jeho syn baron Hans Georg III. z Kuefsteinu nechal ve druhé polovině 16. století starý hrad přestavět na zámek. Architektonické práce měl v letech 1570–1580 na starost italský stavitel.
Greillenstein byl správním sídlem třech rozsáhlých panství (Feinfeldu, Schauensteinu a Greillensteinu) ve Waldviertelu a sloužil jako reprezentativní letní sídlo rodu.
Greillenstein nebyl během třicetileté války závažněji poškozen, ale Hans Jacob von Kuefstein musel zámek v roce 1620 opustit, jelikož jej obsadil vůdce katolické ligy Maxmilián I. Bavorský. V roce 1618 se zde sešli Maxmilián Bavorský, hrabě Tilly a polní maršál hrabě Bucquoy aby dohodli společnou taktiku pro nadcházející válku. Krátce před koncem třicetileté války byl zámek obsazen Švédy, ale nebyl poničen.
Mezi lety 1700 až 1720 vznikla v zámeckém areálu obora, objekt byl doplněn o barokní vodotrysk se sochou draka chrlícího vodu a 24 soškami trpaslíků; byla též vybudována nová příjezdová cesta. Ve dvoře bylo postaveno několik barokních váz podle návrhů Johnna Fischera z Erlachu (1656–1723). Vnitřní vybavení se většinou zachovalo v originálním stavu a bylo částečně doplněno.
V 19. století se tu zdržoval umělec Franz Grillparzer (1791–1872), jehož sestřenice se provdala za tamního správce. Také tu pobýval Anton Romako (1832–1889), jehož talent objevila a propagovala hraběnka Marie Magda z Kuefsteinu.
Po skončení druhé světové války přesídlil hrabě Johann Ferdinand V. z Kuefsteinu se svou rodinou natrvalo na Greillenstein, a rod zde bydlel až do roku 1960. Od tohoto roku je zámek zpřístupněn veřejnosti.

## Architektura
Zámku Greillenstein má čtyři křídla kolem čtvercového atria. Má dvě Piano nobile. Na jižní straně je velká věž s bránou. Přes zámecký příkop je postaven most s barokními kamennými sochami. Před zámkem je velký anglický park zbudovaný v průběhu 17. a 18. století.
Kaple v jižní věži má původní renesanční výzdobu. Slavnostní síň se nachází v západním křídle, "Turecký sál" s portrétem sultána Murada IV. je v severním křídle. Zařízení "Velké knihovny" pochází částečně ze 17. století, kde je kazetový strop, který se dnes nachází jen na zámku Laxenburg, zatímco zařízení v "Malé knihovně" je z 16. století a je úplně zachovalé. Jsou tu uloženy staré  úřední spisy bývalého zemského soudu. V zámku jsou krby a dveře ze 16. století, rokoková kamna, obrazy ze 17. až 19. století a mnoho dalších hodnotných exponátů.